# Verdrag van Androesovo

Donkergroen is het territorium dat het Gemenebest verliest aan Rusland. Het gearceerde deel is een condominium tussen beide landen.

Het Verdrag van Androesovo of het Bestand van Andrusovo is een overeenkomst getekend op 30 januari/9 februari 1667 in het dorpje Androesovo niet ver van Smolensk tussen het tsaardom Rusland en het Pools-Litouwse Gemenebest en maakte een einde aan de Pools-Russische Oorlog (1654-1667). Vertegenwoordigers van het Kozakken-Hetmanaat waren niet uitgenodigd.

## Overeenkomst
- Er werd een wapenstilstand getekend voor 13,5 jaar waarna beide staten verplicht waren de voorwaarden voor een eeuwige vrede voor te bereiden.
- De rivier de Dnjepr werd de grens tussen de beide landen, Rusland kreeg Linkeroever-Oekraïne, het Gemenebest Rechteroever-Oekraïne.
- De belangrijke steden Smolensk en Kiev (hoewel zich op de rechteroever bevindend) kwamen in Russische handen.
- Zaporizja werd een condominium tussen beide landen.
- Beide staten kwamen overeen tot het verlenen een gezamenlijke verdediging tegen het Ottomaanse Rijk.
- Het recht op vrijhandel werd gevrijwaard.
- Een vergoeding van Rusland aan Polen-Litouwen van 1.000.000 złotych of 200.000 roebel werd overeengekomen als compensatie voor Linkeroever-Oekraïne.